# London Breed
London Nicole Breed (sinh ngày 11 tháng 8 năm 1974) là một chính trị gia người Mỹ đến từ California giữ chức thị trưởng San Francisco thứ 45. Bà từng là Giám sát viên Khu bầu cử số 5 và là Chủ tịch Hội đồng Giám sát từ năm 2015 đến năm 2018.
Lớn lên ở khu phố Western Addition, San Francisco, Breed ra làm việc trong chính phủ sau khi tốt nghiệp đại học. Bà được bầu chọn vào Hội đồng Giám sát năm 2012 (nhậm chức vào tháng 1 năm 2013) và được bầu lên làm Chủ tịch Hội đồng Giám sát năm 2015. Trong cương vị là chủ tịch Hội đồng này, dựa theo điều lệ thành phố, Breed trở thành quyền thị trưởng San Francisco sau cái chết của Thị trưởng Ed Lee. Nhiệm kỳ thị trưởng của bà bắt đầu từ ngày 12 tháng 12 năm 2017 cho đến ngày 23 tháng 1 năm 2018.
Breed đã giành chiến thắng trong cuộc bầu cử đặc biệt chức thị trưởng San Francisco được tổ chức vào ngày 5 tháng 6 năm 2018. Breed là người phụ nữ Mỹ gốc Phi đầu tiên, người Mỹ gốc Phi thứ hai sau Willie Brown, và là người phụ nữ thứ hai sau Dianne Feinstein được bầu làm thị trưởng San Francisco. Bà tuyên thệ nhậm chức thị trưởng vào ngày 11 tháng 7 năm 2018.
San Francisco dưới thời kỳ Breed làm thị trưởng đã phải ban hành tình trạng khẩn cấp vì COVID-19 vào tháng 2 năm 2020, trước khi chính phủ liên bang đề nghị làm như vậy và San Francisco trở thành một trong những thành phố đầu tiên của Mỹ rơi vào tình trạng bị phong tỏa. Ngày 2 tháng 3, Breed khuyến cáo cư dân, "Chuẩn bị cho sự gián đoạn có thể xảy ra từ một đợt bùng phát dịch bệnh". Trong tình trạng khẩn cấp, các phòng tập thể dục tư nhân buộc phải đóng cửa, nhưng chính quyền thành phố đã kiến nghị Cal/OSHA miễn trừ cho phép nhiều nhân viên chính phủ tiếp tục sử dụng các phòng tập thể dục trong các cơ sở thuộc sở hữu của thành phố, đều được phép tiếp tục hoạt động.
Tháng 11 năm 2020, Breed có tới tham dự một bữa tiệc sinh nhật tám người tại nhà hàng 3 sao Michelin French Laundry ở quận Napa trong suốt thời gian xảy ra đại dịch COVID-19 ở California. Sự kiện này được tổ chức trong căn phòng kín một phần, bất chấp việc Sở Y tế Công cộng California không khuyến khích những cuộc tụ họp như vậy với giới hạn ba hộ gia đình theo khuyến cáo. Quận Napa cho phép ăn uống trong nhà vào thời điểm đó mà không có giới hạn hộ gia đình. Tuy vậy, Heather Knight của tờ San Francisco Chronicle lưu ý rằng sự kiện này đã vi phạm các nguyên tắc y tế của San Francisco vào lúc đó. San Francisco cấm ăn uống trong nhà ba ngày sau đó. Breed và các chính trị gia khác của California như Thống đốc Gavin Newsom và Thị trưởng Sam Liccardo đã bị dư luận chỉ trích vì không tuân theo những hướng dẫn y tế công cộng mà họ quản lý.
Trong thời kỳ đại dịch COVID-19 tại Mỹ, vỉa hè và bãi đậu xe đều được biến thành không gian ăn uống ngoài trời. Năm 2021, Breed từng kêu gọi cho phép các doanh nghiệp nhỏ sử dụng vô thời hạn các bãi đậu xe và vỉa hè làm không gian ăn uống ngoài trời.
Bên cạnh đó, trong vai trò là giám sát viên, Breed đã bỏ phiếu ủng hộ dự án an toàn giao thông đường bộ đa quốc gia Vision Zero, nhằm giảm tỷ lệ tử vong do giao thông ở San Francisco xuống 0 vào năm 2024.